# REST
REST (на английски: Representational State Transfer) е стил софтуерна архитектура за реализация на уеб услуги. Основната идея е да се определи системен ресурс, който се променя в резултат на взаимодействието между доставчика на услуги и потребителя. Архитектурният модел REST включва взаимодействията между сървър и клиент, осъществени по време на трансфера на данни. Концепцията беше въведена за пръв път от Рой Филдинг през 2000 г. като част от неговата докторска дисертация. Филдинг е един от основните автори на HTTP протокола, под който се изпълняват REST имплементациите в повечето случаи.

## История
Архитектурата REST е разработена успоредно с HTTP 1.1. Въпреки това, REST е обща архитектура, която може да бъде реализирана в други среди, а не само под HTTP. World Wide Web представлява най-голямото осъществяване на архитектурния стил на REST.
REST – стилът обикновено се състои от клиенти и сървъри. Клиентите инициират заявки към сървърите; сървърите преработват заявките и връщат подходящи отговори. Заявките и отговорите са създадени през прехвърляне на образа на ресурси. Ресурсът може да бъде всякаква ясна и смислена концепция, която може да бъде адресирана. Представяне (анг. representation) на ресурс обикновено е документ, който намира сегашното възнамерявано състояние на ресурса.
Клиентът започва да изпраща заявки, когато е готов да направи преходът към ново състояние. Докато една или повече заявки са неизпълнени за клиента се смята, че е в преход. Представянето на всяко приложение се състои от линкове, които могат да бъдат използвани следващия път, когато клиентът избере да направи нови официални промени.

## Условия
Архитектурният стил на „REST“ прилага шест ограничителни условия, като същевременно дава свобода за дизайна и имплементацията на индивидуалните компоненти:
Клиент-сървър
Единният интерфейс разделя клиента и сървъра. Това означава, например, че клиента не се грижи за складирането на данни. Тази задача остава изцяло за сървъра, като по този начин се подобрява портативността на клиентския код (може да се използва в различни среди). Сървърът няма връзка с потребителския интерфейс и по този начин е по-семпъл и лесен за премащабиране. Клиентът и сървърът могат да бъдат заменяни или развивани независимо един от друг, стига това да не налага промяна на единния интерфейс помежду им.
Без статус на сесията (на английски: Stateless)
Следващото условие е на сървъра да не се запазват статуси на сесиите. Всяка заявка от клиента, съдържа в себе си нужната информация за нейната обработка, статуси на сесии се запазват единствено при клиента.
Кеширане
Клиентът има право да кешира (запазва) информация, получена в отговор от сървъра, за да я преизползва при последващи заявки. За тази цел сървърът трябва имплицитно или експлицитно да е посочил дали информацията в отговора може да се кешира, за да се избегнат случаи, в които клиентът получава грешна информация при бъдещи заявки. При правилно управление и използване на кеширането могат частично или напълно да се елиминират ненужни взаимодействия между клиента и сървъра, като по този начин се подобрява бързината и производителността.
Многослойна система
Обикновено клиентът не знае дали е свързан с крайния сървър или със сървър-посредник. Сървърите-посредници подобряват ефективността, като увеличават капацитета за обработване на заявки и предоставят споделени кешове. Също така те допринасят да подобряването на сигурността.
Код при поискване (незадължително)
Сървърът може временно да разшири функционалността, изпращайки код, който се изпълнява директно при клиента. Например клиентски скриптове, написани на JavaScript или компилирани компоненти като Java applets.
Единен интерфейс
Единният интерфейс между клиента и сървъра разделя и опростява архитектурата. По този начин всеки компонент може да се развива самостоятелно.
Единственото условие на REST архитектурата, което не е задължително е „Код по поискване“. Всяко приложение (услуга), изпълняващо на гореописаните условия, може да се нарече „RESTful“. Ако нарушава дори едно от условията, то не може да бъде считано за „RESTful“.
Всяка разпространена хипермедийна система, съответстваща на архитектурния стил на „REST“ притежава нужната производителност, мащабируемост, опростеност, гъвкавост, видимост, портативност и надеждност.

## RESTful API
RESTful уеб API (също наричано RESTful уеб service) е уеб приложение, което използва принципите на HTTP и REST. Представлява колекция от ресурси с четири дефинирани аспекта:
- Основният „URL“ за уеб приложенията като http://example.com/resources/%5B%5D
- Internet media типът на данните поддържани от уеб приложенията. Това най-често е JSON, но може да бъде всеки друг валиден Интернет медиен тип, като се има предвид, че е валиден хипертекст стандарт.
- Операции поддържани от уеб приложението използвайки HTTP методи (примерно: GET, PUT, POST, или DELETE).
- Приложенията трябва да се задвижват от хипертекст.

Таблицата показва как HTTP методите обикновено се използват, за да се създаде уеб приложение.
| Ресурс                                                | GET                                                                                          | PUT                                                                     | POST | DELETE |
| ----------------------------------------------------- | -------------------------------------------------------------------------------------------- | ----------------------------------------------------------------------- | --- | --- |
| Collection URI, като http://example.com/resources     | Подрежда URL адресите и някои други детайли на членовете на колекцията.                      | Заменя цялата колекция с друга колекция.                                | Създава нов вход в колекцията. URL адресът на новия вход е определен автоматично и обикновено се връща от операцията. | Трие цялата колекция.                                                                                            |
| Element URI, като http://example.com/resources/item17 | Връща представяне на адресирания член на колекцията, изразена в подходящ Интернет медия тип. | Заменя адресирания член на колекцията или ако не съществува го създава. | Обикновено не се използва.                                                                                            | Трие адресираният член на колекцията. Третира адресираният член като собствена колекция и прави нов вход за нея. |

Методите PUT и DELETE са Idempotent_methods_and_web_applications idempotent methods. Методът GET е безопасен метод, което означава, че извикването му не причинява странични ефекти.

## REST срещу SOAP
За разлика от SOAP – базираните уеб услуги, няма „официален“ стандарт за RESTful уеб API. Това е така, защото REST е архитектурен стил за разлика от SOAP, който е протокол. Въпреки че REST не е стандарт, REST имплементация като Уеб може да използва стандарти като HTTP, URL, XML, и др.

## Интерфейс
Единният интерфейс на REST се счита за основа на дизайна на всяка REST услуга.
Идентификация на ресурсите
Отделните ресурси се разпознават по заявките (например използвайки URIs в уеб-базирани REST системи). Самите ресурсите са отделни от изображението, което се изпраща на клиента. Например сървърът вместо да изпраща цялата база данни, изпраща HTML, XML или JSON, които представляват някакви записи в нея.
Управление на ресурс чрез изображение
Имайки изображение на ресурса, клиента има достатъчно информация, с която може да променя или трие ресурсите от сървъра, в случай че има разрешението да го направи.
Самоописващи съобщения
Всяко съобщение включва информация, която описва как да се обработи съобщението.
HATEOAS (Hypermedia as the Engine of Application State)
HATEOAS е ограничението, което отличава архитектурата на REST приложението от повечето архитектури на мрежови приложения. При нея клиента „общува“ с приложението изцяло чрез hypermedia, получена динамично от сървъра.

## Примери за използване на REST
През последните години REST е широко използван в контекста на Web 2.0 приложения и внедряването на уеб услуги и SOA. Следват някои примери за неговата употреба:
- Atom Publishing Protocol – Протокол, използван за абониране за проследяване на промени в уебсайт, подобен на RSS.[1]
- Azure – Имплементира изчислителни облаци на Microsoft въз основа на REST, XML и HTTP.
- Sun Microsystems[2] е добър пример за документация, тип медия.
- Инициативата Open Services for Lifecycle Collaboration (OSLC)[3] създава RESTful подход към обединяване на софтуерни продукти.
- CouchDB е документно ориентирана база данни написана в Erlang, която предоставя RESTful JSON API, който може да достъпен от всяка среда, която поддържа HTTP молби.
- MySQL Cluster база данни достижима през прост REST/JSON[4] интерфейс като Apache модул.
- Canonical REST Entity Service на Microsoft.[5]
- Nuxeo, open sourse документ мениджър, създава Content Automation интерфейс чрез REST API.[6]
- Restful Objects, публична спецификация за общ RESTful API за всеки домейн обект модел.
- Sones GraphDB е графа – ориентирана база данни написана на C#, която предоставя RESTful интерфейс.
- Поддръжката на Google Fusion Tables включва RESTful API.[7]